# Liste des monuments disparus de Carthage
La liste des monuments disparus de Carthage est une liste non-exhaustive ayant pour but de répertorier les monuments de la cité antique de Carthage, située sur le territoire de l'actuelle Tunisie, dont l'existence est avérée par les textes anciens ou qui ont été retrouvés par des archéologues mais détruits depuis leur découverte.

## Monuments puniques
- Temple d'Eshmoun : situé sur l'acropole de Byrsa (connu uniquement par les textes)
- Temple de Déméter et Coré
- Muraille punique
- Agora : place publique de la ville basse située à proximité des ports
- Sénat : situé sur l'agora

## Monuments romains
- Thermes de Gargilius
- Temple de Cérès
- Capitole
- Temple de Junon Cælestis
- Temple de Saturne
- Serapeum : temple de Sarapis
- Metroôn
- Escalier monumental (colline de Bordj Djedid)

## Monuments chrétiens et byzantins
- Muraille de Théodose
- Monastère Saint Étienne : situé au nord de l'actuel parc des thermes d'Antonin et détruit lors de la construction du TGM.